# Jérôme de Périgord

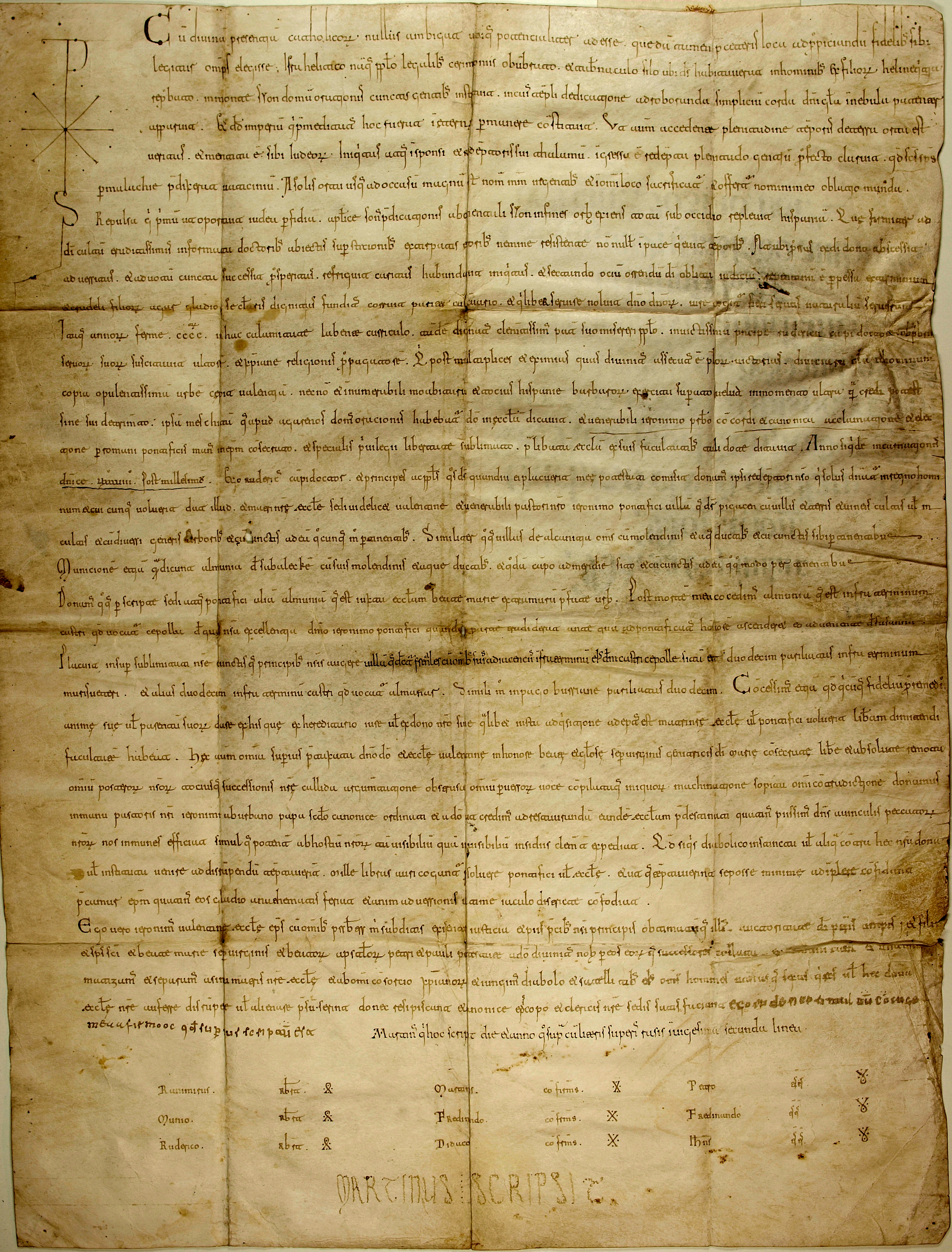
Charte octroyée par Rodrigo Díaz de Vivar au nouvel évêque de Valence en 1098

Jérôme de Périgord est un ecclésiastique français du Moyen Âge qui fit une carrière épiscopale en Espagne au temps de la Reconquista († 30 juin 1120). Il fut notamment évêque de Valence après la conquête momentanée de la ville par Rodrigo Díaz de Vivar, dit le Cid Campeador (v. 1097-1102).

## Carrière
Selon Rodrigo Jimenez de Rada (écrivant cent cinquante ans après les événements), il était l'un des religieux français (des moines clunisiens) que Bernard de Sédirac, archevêque de Tolède depuis 1086, fit venir en Espagne pour y restaurer l'Église chrétienne. On a conservé la charte que Rodrigo Díaz de Vivar accorda en 1098 à la cathédrale de Valence et à son nouvel évêque Jérôme : d'après les termes de ce texte, celui-ci a été élu et acclamé unanimement évêque, consacré des mains même du pape (« per Romani pontificis manus »), élevé à son siège « par la liberté d'un privilège spécial » (« specialis privilegii libertate »), sans que l'archevêque-primat Bernard de Tolède soit aucunement mentionné. Le Cid fait dépendre directement de la papauté l'évêque de la principauté qu'il vient de conquérir, et la subordination de Jérôme à l'archevêque Bernard, primat du royaume de Castille-Léon, ne semble s'être faite que postérieurement. 
Le Cantar de mio Cid (mis par écrit en 1207) évoque aussi la figure de l'évêque Jérôme, présenté comme un prélat à la fois lettré et homme de guerre, donnant de sa personne sur le champ de bataille, sur le modèle de l'archevêque Turpin de la Chanson de Roland.
Après la mort du Cid (10 juillet 1099), sa veuve Doña Jimena tenta de défendre Valence contre les Almoravides, recherchant une assistance militaire auprès du roi Alphonse VI de León. Le blocus de la ville par les musulmans commença fin août 1101, et l'évêque Jérôme fut envoyé par Jimena à la cour du roi Alphonse, qui arriva lui-même devant la ville à la tête d'une armée en février 1102. Mais Valence tomba entre les mains du sultan Youssef ben Tachfine le 5 mai 1102.
C'est alors que Jérôme intégra le clergé du royaume de Castille-Léon : il fut d'abord nommé pour exercer les fonctions épiscopales à Zamora, où il n'y avait encore ni évêque ni cathédrale (depuis la Reconquista) ; en fait son élection sur les deux sièges de Salamanque et de Zamora fut confirmée dès le 22 juin 1102 par Raymond de Bourgogne, comte de Galice, et sa femme Urraque, et son autorité sur Zamora confirmée par une charte du roi Alphonse VI datée du 5 février 1105. Il se vit également confier en 1103 l'administration d'un troisième diocèse restauré, celui d'Ávila. Il semble qu'il ait conservé un temps l'espoir de recouvrer son siège (et ses biens) à Valence, puisqu'il emporta et garda ses chartes valenciennes une fois installé à Salamanque. 